# Huta Voivozi
Huta Voivozi (słow. Stará Huta) – wieś w Rumunii, w okręgu Bihor, w gminie Șinteu. W 2011 roku liczyła 157 mieszkańców.